# Tan Sixin
Tan Sixin (谭思欣S, Tán Sì XīnP; Jiangmen, 10 gennaio 1995) è una ginnasta cinese.

## Palmarès
| Anno | Manifestazione                     | Sede      | Evento       | Risultato | Prestazione | Note |
| ---- | ---------------------------------- | --------- | ------------ | --------- | ----------- | ---- |
| 2010 | Giochi olimpici giovanili          | Singapore | Trave        | Oro       | 15.550 p.   |      |
| 2010 | Giochi olimpici giovanili          | Singapore | Corpo libero | Oro       | 14.525 p.   |      |
| 2010 | Giochi olimpici giovanili          | Singapore | Parallele    | Argento   | 14.125 p.   |      |
| 2010 | Giochi olimpici giovanili          | Singapore | Individuale  | Argento   | 58.500 p.   |      |
| 2010 | Pacific Rim Championships juniores | Melbourne | Squadre      | Argento   | 219.450 p.  |      |
| 2010 | Pacific Rim Championships juniores | Melbourne | Trave        | Oro       | 15.350 p.   |      |
| 2010 | Pacific Rim Championships juniores | Melbourne | Corpo libero | Bronzo    | 13.950 p.   |      |
| 2011 | Mondiali                           | Tokyo     | Squadre      | Bronzo    | 172.820 p.  |      |
| 2012 | Pacific Rim Championships          | Seattle   | Squadre      | Argento   | 220.650 p.  |      |
| 2012 | Pacific Rim Championships          | Seattle   | Trave        | Bronzo    | 15.050 p.   |      |
| 2013 | Giochi dell'Asia orientale         | Tientsin  | Individuale  | Oro       | -           |      |
| 2013 | Giochi dell'Asia orientale         | Tientsin  | Squadre      | Oro       | -           |      |
| 2013 | Giochi dell'Asia orientale         | Tientsin  | Trave        | Oro       | -           |      |
| 2013 | Giochi dell'Asia orientale         | Tientsin  | Corpo libero | Oro       | -           |      |